# Alopecosa taeniopus
Alopecosa taeniopus là một loài nhện trong họ Lycosidae.
Loài này thuộc chi Alopecosa. Alopecosa taeniopus được Wladislaus Kulczynski miêu tả năm 1895.